# Chrastné
Chrastné (em húngaro: Abaújharaszti) é um município da Eslováquia, situado no distrito de Košice-okolie, na região de Košice. Tem 4,73 km² de área e sua população em 2018 foi estimada em 589 habitantes.

## Demografia
| Ano:        | 1994 | 2004    | 2014    | 2024    |
| ----------- | ---- | ------- | ------- | ------- |
| Broj ljudi: | 321  | 376     | 483     | 726     |
| Razlika:    |      | +17,13% | +28,45% | +50,31% |

| Ano:               | 2023 | 2024   |
| ------------------ | ---- | ------ |
| Número de pessoas: | 701  | 726    |
| Diferença:         |      | +3,56% |